# Een nieuwer testament
Een nieuwer testament is een historische roman van Hella Haasse uit 1966.

## Verhaal
De stadsprefect van Rome Hadrianus stuit aan het begin van de vijfde eeuw in een proces tegen vijf voorname Romeinen op een geheimzinnige gevangengenomen getuige. Hij noemt zich Niliacus. Bij Hadrianus komen zo herinneringen naar boven over het begin van zijn loopbaan aan de oevers van de Nijl. Na enige tijd herkent hij in deze Egyptenaar de in Rome beroemd geworden dichter Claudius Claudianus, die tien jaar daarvoor door hem persoonlijk verbannen werd uit de stad.
Bij zijn eerste verbanning schrijft de beroemde dichter een testament. Hij keert echter stiekem terug naar de stad en wordt ongelukkigerwijs als getuige gevangengezet. De stadsprefect bezoekt hem in de gevangenis en laat hem nu weten dat hij de kleinzoon is van een rijke Joodse Egyptenaar Eliezar ben Ezekiel. Niliacus besluit daarom een nieuwer testament te schrijven. Binnengesmokkeld vergif stelt hem vervolgens in staat zelfmoord te plegen. De wachtcommandant Aulus Fronto brengt het flesje uit de gevangeniscel met de geur van bittere amandelen ter zitting onder een ieders aandacht. Bovendien stelt hij vast dat Niliacus en Claudius Claudianus dezelfde persoon zijn.
De stadsprefect ziet zijn zorgvuldig opgebouwde dertigjarige Romeinse carrière in duigen vallen en houdt vol verlangen het in beslag genomen vergif in zijn eigen handen.

## Achtergrond
De stadsprefect van Rome Hadrianus moet streng optreden tegen heidense rituelen, omdat het christendom inmiddels staatsgodsdienst is geworden. Rome is intussen niet meer de hoofdstad van het rijk. Na Milaan werd dat in 402 Ravenna.
Op die achtergrond spelen ook de moeizame politieke verhoudingen in het Romeinse Rijk. Bij de dood van hun vader Theodosius I werd in 395 het rijk verdeeld tussen zijn zonen Flavius Honorius en Flavius Arcadius in een West-Romeinse Rijk en een Oost-Romeinse Rijk. Keizer Honorius was lang afhankelijk van zijn regent, generaal en dubbele schoonvader Flavius Stilicho, die in 408 in Ravenna werd vermoord.

## Voetnoot
1. ↑  Trouw 29-01-1966
2. ↑  Bevat cyanide